# 양산시의 국회의원

## 행정구역 변천
- 1945년 8월 15일: 경상남도 양산군
- 1973년 7월 1일: 동래군을 폐지하고 양산군에 병합
- 1983년 2월 15일: 서생면을 분리하여 울주군에 환원
- 1995년 3월 1일: 기장읍·장안읍·철마면·일광면·정관면을 분리하여 부산광역시 기장군 설치
- 1996년 3월 1일: 경상남도 양산시 승격

## 양산시의 역대 국회의원
| 대수         | 이름           | 소속정당     | 임기                              | 선거구역                                                          | 비고     |
| ------------ | -------------- | ------------ | --------------------------------- | ----------------------------------------------------------------- | -------- |
| 제1대        | 정진근(鄭鎭瑾) | 무소속       | 1948년 5월 31일 ~1950년 5월 30일  | 양산군 일원 (제13선거구)                                          | 개표결과 |
| 제2대        | 서장주(徐障珠) | 무소속       | 1950년 5월 31일 ~1954년 5월 30일  | 양산군 일원 (제14선거구)                                          |          |
| 제3대        | 지영진(池榮璡) | 무소속       | 1954년 5월 31일 ~1958년 5월 30일  | 양산군 일원 (제14선거구)                                          |          |
| 제4대        | 지영진(池榮璡) | 자유당       | 1958년 5월 31일 ~1960년 7월 28일  | 양산군 일원 (제22선거구)                                          |          |
| 제5대 민의원 | 임기태(林基台) | 무소속       | 1960년 7월 29일 ~1961년 5월 16일  | 양산군 일원 (제22선거구)                                          |          |
| 제6대        | 노재필(盧載弼) | 민주공화당   | 1963년 12월 17일 ~1967년 6월 30일 | 양산군·동래군 일원 (제11지역구)                                   |          |
| 제7대        | 노재필(盧載弼) | 민주공화당   | 1967년 7월 1일 ~1971년 6월 30일   | 양산군·동래군 일원 (제11지역구)                                   |          |
| 제8대        | 신상우(辛相佑) | 신민당       | 1971년 7월 1일 ~1972년 10월 17일  | 양산군·동래군 일원 (제14지역구)                                   |          |
| 제9대        | 신상우(辛相佑) | 신민당       | 1973년 3월 12일 ~1979년 3월 11일  | 양산군·김해군 일원 (제7선거구)                                    |          |
| 제9대        | 김영병(金永昞) | 민주공화당   | 1973년 3월 12일 ~1979년 3월 11일  | 양산군·김해군 일원 (제7선거구)                                    |          |
| 제10대       | 김택수(金澤壽) | 민주공화당   | 1979년 3월 12일 ~1980년 10월 27일 | 양산군·김해군 일원 (제7선거구)                                    |          |
| 제10대       | 신상우(辛相佑) | 신민당       | 1979년 3월 12일 ~1980년 10월 27일 | 양산군·김해군 일원 (제7선거구)                                    |          |
| 제11대       | 이재우(李載雨) | 민주정의당   | 1981년 4월 11일 ~1985년 4월 10일  | 양산군·김해군 일원 (제8선거구)                                    |          |
| 제11대       | 신원식(申元湜) | 민주한국당   | 1981년 4월 11일 ~1985년 4월 10일  | 양산군·김해군 일원 (제8선거구)                                    |          |
| 제12대       | 이재우(李載雨) | 민주정의당   | 1985년 4월 11일 ~1988년 5월 29일  | 양산군·김해군 일원 (제8선거구)                                    |          |
| 제12대       | 김동주(金東周) | 신한민주당   | 1985년 4월 11일 ~1988년 5월 29일  | 양산군·김해군 일원 (제8선거구)                                    |          |
| 제13대       | 김동주(金東周) | 통일민주당   | 1988년 5월 30일 ~1992년 2월 26일  | 양산군 일원                                                       |          |
| 제14대       | 나오연(羅午淵) | 민주자유당   | 1992년 5월 30일 ~1996년 5월 29일  | 양산군 일원                                                       |          |
| 제15대       | 나오연(羅午淵) | 신한국당     | 1996년 5월 30일 ~2000년 5월 29일  | 양산시 일원                                                       |          |
| 제16대       | 나오연(羅午淵) | 한나라당     | 2000년 5월 30일 ~2004년 5월 29일  | 양산시 일원                                                       |          |
| 제17대       | 김양수(金陽秀) | 한나라당     | 2004년 5월 30일 ~2008년 5월 29일  | 양산시 일원                                                       |          |
| 제18대       | 허범도(許範道) | 한나라당     | 2008년 5월 30일 ~2009년 6월 23일  | 양산시 일원                                                       |          |
| 제18대       | 박희태(朴熺太) | 한나라당     | 2009년 10월 29일 ~2012년 5월 29일 | 양산시 일원                                                       |          |
| 제19대       | 윤영석(尹永碩) | 새누리당     | 2012년 5월 30일 ~2016년 5월 29일  | 양산시 일원                                                       |          |
| 제20대       | 윤영석(尹永碩) | 새누리당     | 2016년 5월 30일 ~2020년 5월 29일  | 양산시 갑: 물금읍, 원동면, 강서동, 중앙동, 삼성동, 상북면, 하북면 |          |
| 제20대       | 서형수(徐炯洙) | 더불어민주당 | 2016년 5월 30일 ~2020년 5월 29일  | 양산시 을: 소주동, 서창동, 평산동, 덕계동, 양주동, 동면           |          |
| 제21대       | 윤영석(尹永碩) | 미래통합당   | 2020년 5월 30일 ~2024년 5월 29일  | 양산시 갑: 물금읍, 원동면, 강서동, 중앙동, 삼성동, 상북면, 하북면 |          |
| 제21대       | 김두관(金斗官) | 더불어민주당 | 2020년 5월 30일 ~2024년 5월 29일  | 양산시 을: 소주동, 서창동, 평산동, 덕계동, 양주동, 동면           |          |
| 제22대       | 윤영석(尹永碩) | 국민의힘     | 2024년 5월 30일 ~                 | 양산시 갑: 물금읍, 원동면, 상북면, 하북면, 중앙동, 삼성동, 강서동 |          |
| 제22대       | 김태호(金台鎬) | 국민의힘     | 2024년 5월 30일 ~                 | 양산시 을: 동면, 양주동, 서창동, 소주동, 평산동, 덕계동           |          |

## 같이 보기
- 부산 북구의 국회의원
- 부산 강서구의 국회의원
- 부산 사상구의 국회의원
- 부산 사하구의 국회의원
- 기장군의 국회의원
- 김해시의 국회의원
- 창원시의 국회의원
- 양산군 (1988년 선거구)
- 양산시 (선거구)
- 양산시 갑
- 양산시 을